# Feketefarkú gyurgyalag
A feketefarkú gyurgyalag vagy szivárványgyurgyalag (Merops ornatus) a madarak (Aves) osztályának szalakótaalakúak (Coraciiformes) rendjébe, ezen belül a gyurgyalagfélék (Meropidae) családjába tartozó faj.

## Rendszerezése
A fajt John Latham angol ornitológus írta le 1801-ben.

## Előfordulása
Ausztrália és Tasmánia bozótos-füves területein nyári vendég. A telet Ausztrália északi területein, néhány indonéz szigeten és Pápua Új-Guineán tölti. Elterjedési területén meglehetősen gyakori madár.
Természetes élőhelyei a szubtrópusi és trópusi síkvidéki esőerdők, lombhullató erdők, szavannák, folyók és patakok környékén, valamint szántóföldek, legelők és vidéki kertek.

## Megjelenése
A madár fej-hossza 19–21 centiméter; a hímek középső kormánytolla hosszabb, mint a tojóké. Szárnyfesztávolsága körülbelül 26 centiméter.
|  |

## Életmódja
A feketefarkú gyurgyalag kifejezetten társas lény, és monogám. Tápláléka főként méhek és darazsak, de fürkészdarazsakat, szitakötőket, pillangókat és sáskákat is zsákmányol.

## Szaporodása
Az ivarérettséget egyéves korban éri el. A költési szezon elterjedésének északi határán az esős évszak előtt és után, déli határán pedig november és január között van. A madár a tojásait üregbe rakja. A feketefarkú gyurgyalag erőteljes, éles csőrét használja az üreg ásásához. Lábaival maga mögé kaparja a fellazított földet. E művelet közben lábai szabadon mozoghatnak: ilyenkor a madár csőrén és szárnyízületein támaszkodik. A munka oroszlánrészét a tojó végzi. Olyan elszántsággal ás, hogy ennek nemritkán faroktollai látják kárát, akár le is törhetnek. A két madár naponta mintegy 8 centiméterrel jut mélyebbre. A fészekaljban 3-7 fényes, fehér tojás található. A tojó kétnaponta tojik egy tojást. A kotlás 24 napig tart. A fiatal madarak 30 napos korban repülnek ki. Az első fészekalj madarai segítenek a szülőknek felnevelni a következő fészekaljat.

## Természetvédelmi helyzete
Az elterjedési területe rendkívül nagy, egyedszáma pedig stabil. A Természetvédelmi Világszövetség Vörös listáján nem fenyegetett fajként szerepel.